# Fora de la llei (pel·lícula de 1943)
 Fora de la llei  (original: The Outlaw) és un western estatunidenc de 1943, dirigit i produït per Howard Hughes. Aquesta pel·lícula ha estat doblada al català.
Acabada el 1941, la pel·lícula no va poder sortir fins al 1943 de manera limitada, i el 1946 de manera generalitzada. Això era per l'obstinació d'Hughes a desafiar el Codi Hays i l'administració de la censura dirigida per Joseph I. Breen. Els plans insistents dels pits de Jane Russell, i el lloc atorgat a aquests en el cartell de la pel·lícula, van ser el principal element per carregar-se la pel·lícula. Una controvèrsia que va fer molt per l'èxit i la posteritat de l'obra.

## Argument

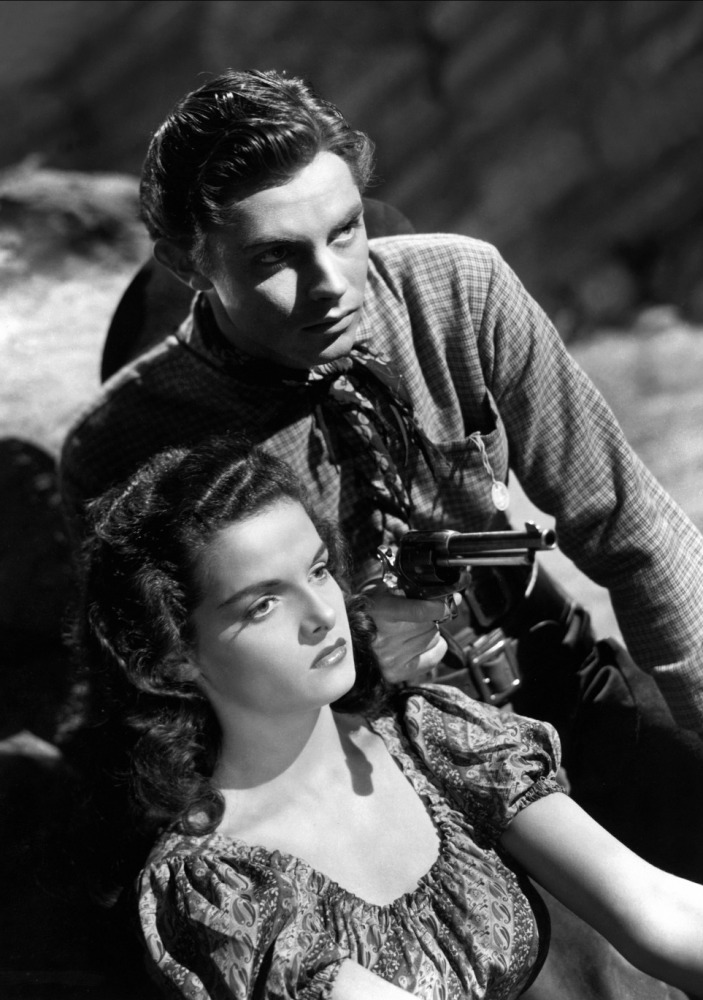
Jack Buetel i Jane Russell a Fora de la llei

Pat Garrett i Doc Holliday són vells amics. La seva amistat s'esquerdarà quan Billy the Kid roba el cavall de Doc. Se segueix un joc del gat i la rata entre els tres homes i una relació d'amor-odientre el Kid i Doc.
El personatge de Jane Russell, Rio, té un paper secundari. Intenta, en principi, matar Billy the Kid per venjar el seu germà. Més tard, s'assabenta que és amic d'en Doc. Pren cura del Kid durant la seva convalescència, més interessat pel seu cavall que no pas per ella.

## Repartiment
- Jane Russell: Rio McDonald :
- Jack Buetel: Billy el Nen
- Thomas Mitchell: Pat Garrett
- Walter Huston: Doc Holliday
- Mimi Aguglia: Guadalupe
- Joe Sawyer: Charley
- Gene Rizzi: L'estranger